# Merdjefare
Merdjefare là một pharaon Ai Cập thuộc Vương triều thứ 14 trong thời kỳ Chuyển tiếp thứ Hai khoảng năm 1700 TCN. Vì là một vị vua của vương triều thứ 14, Merdjefare sẽ cai trị toàn bộ khu vực phía đông đồng bằng châu thổ sông Nile từ Avaris và có thể là toàn bộ khu vực phía Tây đồng bằng châu thổ

## Chứng thực
Merdjefare là một trong số bốn vị pharaon của vương triều thứ 14 được chứng thực ngoài bản danh sách vua Turin, một bản danh sách vua được biên soạn vào đầu Thời đại Ramesses. Thật vậy, Merdjefare được nhắc đến trên một tấm bia đá của quan giữ ấn và quan coi quốc khố tên là Ranisonb. Tấm bia đá này được phát hiện vào năm 1988-89, cho thấy Merdjefare đang dâng lễ vật cho thần Sopdharsopd và có thể có nguồn gốc từ ngôi mộ của Ranisonb tại Saft el-Hinna ở phía đông nam vùng đồng bằng châu thổ sông Nile. Ngày nay nó nằm trong bộ sưu tập tư nhân Krief.

## Vị trí trong biên niên sử
Vị trí tương đối của Merdjefare nằm trong vương triều thứ 14 có phần chắc chắn, cuộn giấy cói Turin đề cập tới ông ở cột thứ 9, hàng thứ 5. Theo như bản danh sách vua này, Merdjefare đã trị vì từ 3 tới 4 năm, một trong số những triều đại lâu dài nhất của vương triều thứ 14, ông đã kế vị Sehebre và được kế vị bởi Sewadjkare III.
Đối lập với điều này, vị trí chắc chắn của Merdjefare lại đang được tranh luận. Theo như các nhà Ai Cập học Kim Ryholt và Darrell Baker, Merdjefare là vị vua thứ 10 của vương triều thứ 14, cai trị 3-4 năm vào khoảng năm 1700 TCN. Tuy nhiên việc phục dựng lại giai đoạn đầu vương triều thứ 14 của Ryholt lại gây ra sự tranh cãi và những học giả khác như là Manfred Bietak và Jürgen von Beckerath, tin rằng vương triều này đã bắt đầu sớm hơn trước triều đại của Nehesy vào khoảng năm 1710 hơn là vào khoảng năm 1805 TCN theo như đề xuất của Ryholt. Trong trường hợp này, Merdjefare sẽ chỉ là vị vua thứ 5 của vương triều này.

## Đồng nhất
Bởi vì chỉ duy nhất prenomen của Merdjefare được biết đến, việc cố gắng nhằm quy cho ông bất cứ nomen nào đã biết vẫn chỉ mang tính phỏng đoán. Tuy nhiên, Ryholt đề xuất rằng tên nomen của Merdjefare có thể là Wazad hoặc Sheneh. Quả thực, theo như Ryholt, một sự sắp xếp thứ tự của các con dấu thuộc vương triều thứ 14 cho thấy rằng cả Wazad và Sheneh đã trị vì tiếp sau Nehesy. Hơn nữa, vì "chỉ có một vài vị vua đã trị vì ở giữa Nehesy và Yaqub-Har là được chứng thực bởi các nguồn đương thời", Ryholt khẳng định rằng Wazad có thể được đồng nhất với một trong số những vị vua kế vị của Nehesy cùng với triều đại kéo dài lâu nhất, có thể là Sehebre hoặc Merdjefare.